# Harald Ertl
Harald Ertl (n. 31 august 1948, Zell am See, Salzburg, Austria – d. 7 aprilie 1982, Gießen, Republica Federală Germania) a fost un pilot de Formula 1. De-a lungul carierei a luat startul în 19 curse, niciuna din pole-position. Nu a câștigat nicio cursă și nu a terminat niciodată pe podium, acumulând 0 puncte în întreaga activitate ca pilot de Formula 1.